# Диксон, Тетори
Тетори (Тори) Элси Диксон (англ. TeTori Elsie Dixon; род. 4 августа 1992, Темпе, округ Марикопа, штат Аризона, США) — американская волейболистка, центральная блокирующая. Чемпионка мира 2014.

## Биография
Родилась в городе Темпе штата Аризона. Отец — уроженец Новой Зеландии, маори по национальности, бывший футболист Национальной футбольной лиги Дэвид Тукатахи Диксон. Мать — Памела Диксон (Ванвюлкенбург). В 1993 году семья переехала в Бернсвилл (Миннесота), где Тетори начала заниматься волейболом, учась в средней школе. В 2010 году поступила в Миннесотский университет, в составе волейбольной команды которого «Миннесота Голден Гоферс» участвовала в чемпионатах Национальной ассоциации студенческого спорта (англ. National Collegiate Athletic Association, сокр. NCAA) (лучший результат — 5-е место в 2013 году).
С 2012 года выступала за клубы Азербайджана, Японии, Италии, Китая, Турции. Двукратная чемпионка Азербайджана (2014, 2015), чемпионка Китая 2019. В 2023 году вернулась в США и в составе команды «Омаха Суперновас» выиграла «золото» вновь образованной Профессиональной волейбольной федерации (PVF). В 2025 играла за ВК «Солт-Лейк» в первом сезоне другой профессиональной Лиги США — League One Volleyball (LOVB).
В 2014—2021 выступала за национальную сборную США, в составе которой становилась чемпионкой мира 2014, двукратным призёром Кубка мира, чемпионкой Гран-при 2015, 3-кратной чемпионкой Лиги наций, чемпионкой NORCECA 2015.

### Клубная карьера
- 2010—2013 —  «Миннесота Голден Гоферс» (Миннеаполис);
- 2013—2015 —  «Рабита» (Баку);
- 2015—2017 —  «Торэй Эрроуз» (Оцу);
- 2017—2018 —  «Саугелла» (Монца);
- 2018—2021 —  «Бэйцзин Байк Мотор» (Пекин);
- 2021—2022 —  «Тюрк Хава Йоллары» (Стамбул);
- 2022—2023 —  «Болу Беледье» (Болу);
- 2023—2024 —  «Омаха Суперновас» (Омаха);
- с 2024 —  «Солт-Лейк» (Солт-Лейк-Сити).

## Достижения

### Со сборной США
- чемпионка мира 2014.
- бронзовый призёр розыгрыша Кубка мира 2015;
  - серебряный призёр Кубка мира 2019.
- победитель Мирового Гран-При 2015.
- 3-кратная чемпионка Лиги наций — 2018, 2019, 2021.
- чемпионка NORCECA 2015;
  - серебряный призёр чемпионата NORCECA 2019.
- серебряный призёр Панамериканского Кубка 2019.

### С клубами
- двукратная чемпионка Азербайджана — 2014, 2015.
- серебряный призёр чемпионата Японии 2016.
- чемпионка Китая 2019;
  - бронзовый призёр чемпионата Китая 2020.
- чемпионка США (PVF) 2024.

- бронзовый призёр Лиги чемпионов ЕКВ 2014.

### Индивидуальные
- 2014: лучшая центральная блокирующая (одна из двух) чемпионата NCAA.
- 2014: лучшая центральная блокирующая (одна из двух) розыгрыша Панамериканского Кубка.
- 2015: лучшая центральная блокирующая (одна из двух) розыгрыша Кубка мира.
- 2018: лучшая центральная блокирующая (одна из двух) Лиги наций.
- 2019: лучшая центральная блокирующая (одна из двух) чемпионата Китая.
- 2019: лучшая центральная блокирующая (одна из двух) чемпионата NORCECA

.